# Nadav Lapid

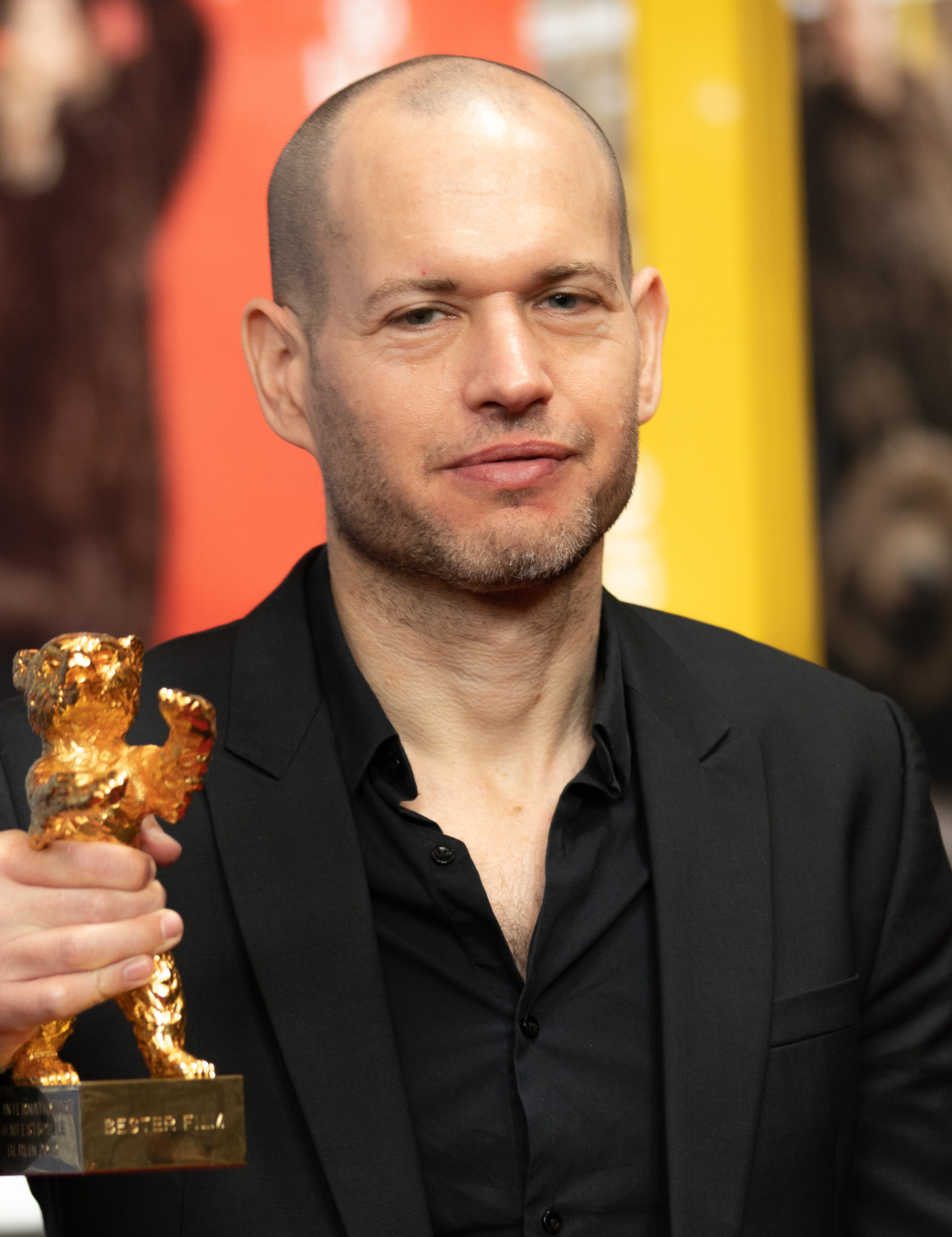
Lapid mit dem gewonnenen Goldenen Bären für Synonymes (2019)

Nadav Lapid (geboren 8. April 1975 in Tel Aviv) ist ein israelischer Filmregisseur und Drehbuchautor.

## Leben und Karriere
Nadav Lapid studierte Philosophie in Tel Aviv und Literaturwissenschaft in Paris. 2006 schloss er seine Ausbildung an der The Sam Spiegel Film & Television School ab. Seit 2004 realisierte er mehrere Kurzfilme, eine Dokumentation und vier Spielfilmproduktionen. Häufig verfasste er auch das jeweilige Drehbuch.
2016 wurde Lapid als Jurymitglied der parallel zu den 69. Internationalen Filmfestspielen von Cannes veranstalteten Nebenreihe Semaine de la critique ausgewählt.
2019 gewann er für seinen Spielfilm Synonymes den Goldenen Bären der 69. Internationalen Filmfestspiele Berlin.
Lapid ist Träger des französischen Ordens Chevalier des Arts et des Lettres.
Im Jahr 2021 wurde Lapid in die Wettbewerbsjury der 71. Berlinale berufen. Im selben Jahr erhielt er für den Spielfilm Aheds Knie seine erste Einladung in den Wettbewerb um die Goldene Palme des Filmfestivals von Cannes. Dort stellte Lapid auch seinen Kurzfilm The Star vor. Dieser erzählt von einer Frau, die sich wünscht, ihren Lieblingsstar zu küssen. Die Hauptrollen spielen dabei Lapids Lebensgefährtin Naama Preis und Tom Mercier, der Hauptdarsteller seines Films Synonymes. Auch sein Sohn Noah ist in dem Film zu sehen.

## Filmografie (Auswahl)

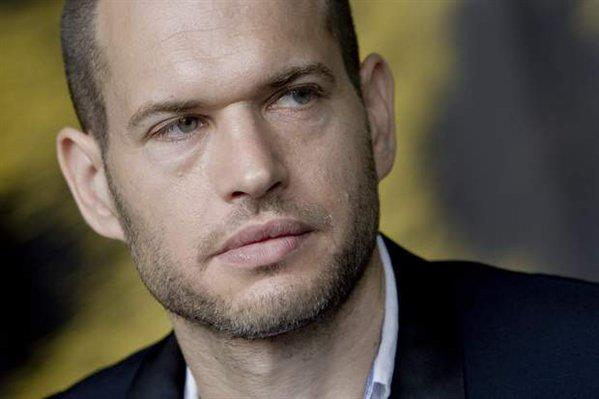
Lapid im Jahr 2011

- 2005: Kvish
- 2006: Emile’s Girlfriend
- 2011: Policeman (Ha-shoter)
- 2014: Haganenet
- 2019: Synonymes
- 2021: Aheds Knie
- 2021: The Star (Kurzfilm)
- 2025: Yes

## Auszeichnungen
Berlinale
- Berlinale 2019: Goldener Bär (Synonymes)

Internationale Filmfestspiele von Cannes
- 2021: Nominierung für die Goldene Palme (Aheds Knie)